# Pipistrellus javanicus
Pipistrellus javanicus (Gray, 1838) è un pipistrello della famiglia dei Vespertilionidi diffuso in Asia.

## Descrizione

### Dimensioni
Pipistrello di piccole dimensioni, con la lunghezza della testa e del corpo tra 40 e 55 mm, la lunghezza dell'avambraccio tra 30 e 36 mm, la lunghezza della coda tra 26 e 40 mm, la lunghezza del piede tra 3 e 8 mm, la lunghezza delle orecchie tra 5 e 15 mm e un peso fino a 7 g.

### Aspetto
Le parti dorsali variano dal castano al bruno-giallastro scuro, cosparse di peli con la punta più chiara, mentre le parti ventrali sono bruno-giallastre chiare,  con la base dei peli nera. Il muso è marrone, largo, con due masse ghiandolari sui lati. Gli occhi sono piccoli Le orecchie sono marroni, corte, ben separate tra loro, triangolari e con l'estremità arrotondata. Il trago è lungo circa un terzo della lunghezza del padiglione auricolare e si restringe gradualmente verso l'estremità appuntita. Le membrane alari sono marroni. La punta della lunga coda si estende per circa un millimetro oltre l'ampio uropatagio. Il calcar è lungo e carenato.

### Ecolocazione
Emette ultrasuoni sotto forma di impulsi a frequenza quasi costante iniziale di circa 70 kHz, finale di 45 kHz e massima energia intorno a 50–55 kHz.

## Biologia

### Comportamento
Si rifugia in gruppi di diverse decine di individui all'interno di edifici ed altri fabbricati, cavità degli alberi, sotto cortecce esfoliate, in tronchi abbattuti e talvolta nelle grotte. Il volo è rapido, erratico ed altamente manovrato. L'attività predatoria inizia presto la sera.

### Alimentazione
Si nutre di insetti, particolarmente mosche e formiche, catturati intorno o sopra la volta forestale.

### Riproduzione
Danno alla luce due piccoli per tre volte all'anno.

## Distribuzione e habitat
Questa specie è diffusa nell'Asia meridionale dall'Afghanistan nord-orientale attraverso tutta la parte settentrionale del Subcontinente indiano, la Cina meridionale, l'Indocina, l'indonesia fino a Sulawesi e le Isole Filippine.
Vive foreste primarie collinari, piantagioni ed aree urbane fino a 2.000 metri di altitudine.

## Tassonomia
Sono state riconosciute 5 sottospecie:
- P.j.javanicus: Penisola malese, Sumatra, Bangka, Giava, Madura, Flores, Timor, Borneo sud-occidentale e settentrionale, Sulawesi centrale, Karakelang nelle Isole Talaud;
- P.j.babu (Thomas, 1915): Afghanistan nord-orientale, Bangladesh, stati indiani dell'Assam, Himachal Pradesh, Madhya Pradesh, Maharashtra, Manipur, Meghalaya, Nagaland, Sikkim, Uttarakhand, West Bengal, Nepal, province pakistane del Khyber Pakhtunkhwa e del Pakistan;
- P.j.camortae (Miller, 1902): Isole Andamane settentrionali e centrali, Piccola Andaman; Isole Nicobare: Car Nicobar, Kamorta, Teressa, Bompuka, tillangchong, Katchal, Nancowrie, Trinket;
- P.j.meyeni (Waterhouse, 1845): isole filippine di Provincia di Camiguin, Luzon, Mindanao, Mindoro, Negros, Palawan, Panay, Reinard, Sibuyan;
- P.j.peguensis (Sinha, 1969): Darjeeling, nello stato indiano del West Bengal; province cinesi dello Xizang e Yunnan, Myanmar, Thailandia, Laos, Vietnam, Cambogia;

## Conservazione
La IUCN Red List, considerato il vasto areale, la popolazione presumibilmente numerosa, la presenza in diverse aree protette e la tolleranza alle modifiche ambientali, classifica P.javanicus come specie a rischio minimo (Least Concern)).